# Patera d'Hatchepsout
Hatshepsut Patera
Pour les articles homonymes, voir Hatchepsout.
La patera d'Hatchepsout (désignation internationale : Hatshepsut Patera) est une patera située sur Vénus dans le quadrangle de Tellus Tessera. Elle a été nommée en référence à Hatchepsout, pharaon égyptienne (1479 AEC).